# Teleperformance
Teleperformance – międzynarodowa firma pochodzenia francuskiego. Jako światowy lider w call center, od 2017 r. dywersyfikuje, dodając wielokanałowe zarządzanie relacjami z klientami, outsourcing funkcji back-office i moderację mediów społecznościowych.
Grupa zatrudnia ponad 383 000 osób i osiągnęła w 2020 r. obrót w wysokości 5,732 mld euro. Od czerwca 2020 r. jest notowana w CAC 40.